# Region Południowy (Erytrea)
Region Południowy (tigrinia: ዞባ ደቡብ, arab. المنطقة الجنوبية, Debub) – jeden z 6 regionów administracyjnych Erytrei. Powierzchnia wynosi 8 000 km², a według szacunków na 2008 rok liczba mieszkańców wynosi ok. 1283 tysięcy, co czyni Debub najludniejszym regionem w Erytrei. Ośrodkiem administracyjnym jest miasto Mendefera.